# Гірські ліси Санта-Марти

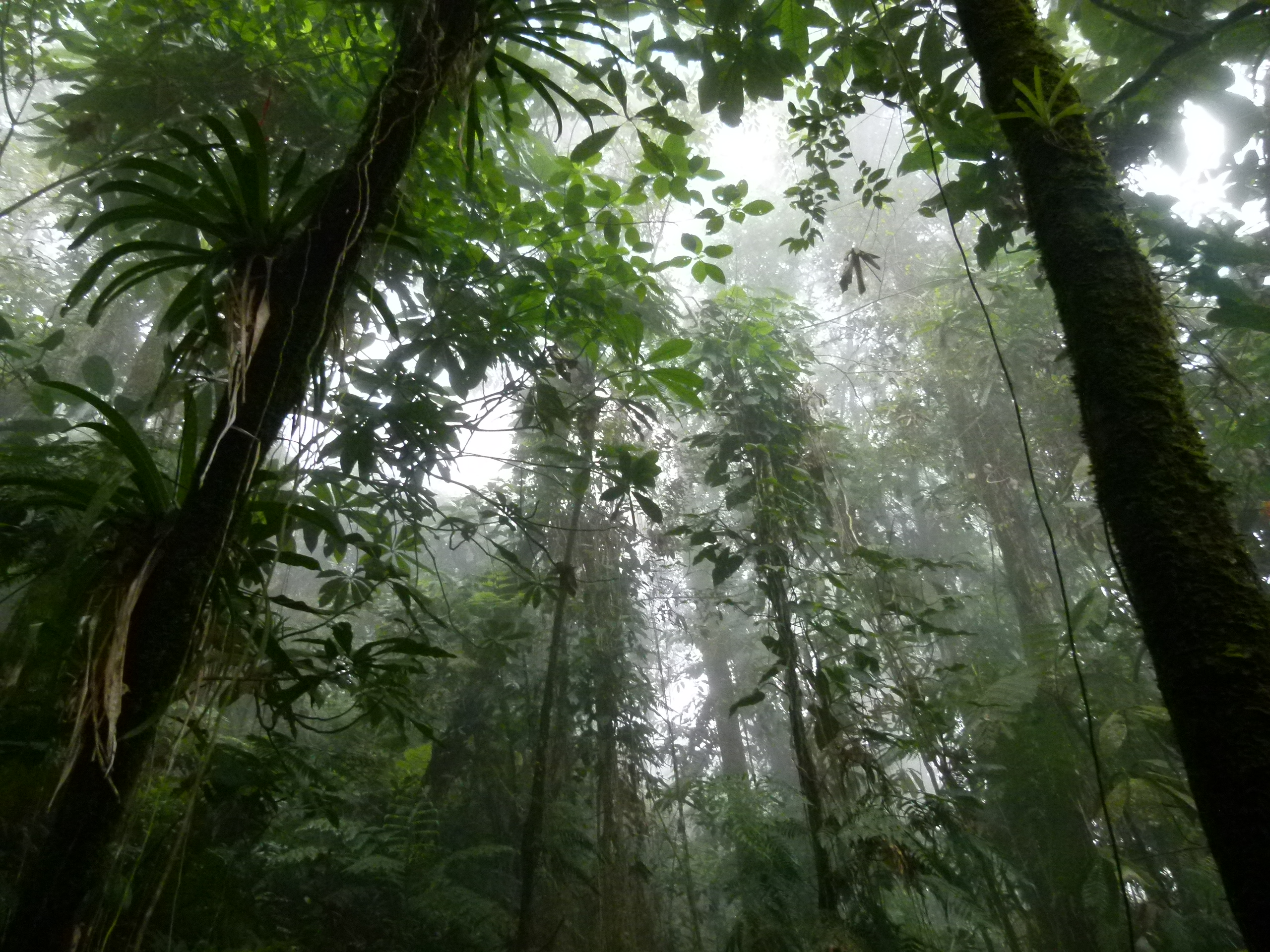
Хмарний ліс в горах Сьєрра-Невада-де-Санта-Марта

Гірські ліси Санта-Марти (ідентифікатор WWF: NT0159) — неотропічний екорегіон тропічних та субтропічних вологих широколистяних лісів, розташований на півночі Колумбії.

## Географія
Екорегіон гірських лісів Санта-Марти охоплює більшу частину ізольованого гірського масиву Сьєрра-Невада-де-Санта-Марта, розташованого на півночі Колумбії. На низьких висотах він майже повністю оточений екорегіоном сухих лісів долини Сіну, а у деяких районах на північному сході та північному заході — склерофітними чагарниками Гуахіри та Барранкільї. На висоті понад 3300 м над рівнем моря гірські ліси екорегіону переходять у високогірні луки, які є частиною екорегіону парамо Санта-Марти.
Гірський масив Сьєрра-Невада-де-Санта-Марта має площу 12 230 км² і приблизно трикутну форму. Його північний край проходить паралельно узбережжю Карибського моря, лише за 60 км на південь від нього, південно-західний край спускається до долини Магдалени та боліт Сьєнага-Гранде-де-Санта-Марта, а долини річок Сесар та Ранчерія утворюють його південно-східний край. Найвищими вершинами Сьєрра-Невади-де-Санта-Марти та всієї Колумбії є вкриті вічними снігами гори Піко-Крістобаль-Колон та Піко-Сімон-Болівар заввишки приблизно 5700 м.
Геологічна будова Сьєрри-Невади-де-Санта-Марти складна. Основну гірського масиву складають гірські породи різного типу і віку, зокрема мезозойські вулканічні гранітові, діоритові та кварцові монцонітові батоліти, а також різноманітні осадові породи. Гори регіону піднялися у період між міоценом та верхнім плейстоценом. З льодовикових озер Сьєрри-Невади-де-Санта-Марти, розташованих приблизно на висоті 3000 м над рівнем моря, беруть початок багато річок, що стікають до Карибського моря.

## Клімат
На низьких висотах екорегіону переважає мусонний клімат (Am за класифікацією кліматів Кеппена) або саванний клімат (Aw за класифікацією Кеппена), а на великих висотах — високогірний субтропічний клімат (Cwb або Cfb за класифікацією Кеппена). Клімат регіону залежить від висоти над рівнем моря та експозиції схилів, а також від впливу північно-східних пасатів, які приносять вологі повітряні маси з Карибського моря. Середня температура коливається від 27 °C біля підніжжя гір до 6 °C або менше у найвищих районах. Розподіл опадів демонструє виражену сезонність: з вересня по грудень та з травня по липень спостерігаються вологі періоди, а з січня по квітень та з липня по серпень — періоди посухи. Найбільше опадів випадає на звернених до моря північних схилах. Тут середньорічна кількість опадів на висоті від 1000 до 1500 м над рівнем моря може досягати 3000 мм, однак на великих висотах кількість опадів є меншою.

## Флора
У вологих північних передгір'ях Сьєрри-Невади-де-Санта-Марти поширені передгірські тропічні дощові ліси. На північних схилах регіону вони зустрічаються на висоті до 900 м над рівнем моря, а на менш вологих західних схилах — на висоті від 800 до 1000 м над рівнем моря. Основу передгірських дощових лісів складають колючі масаморро (Poulsenia armata), червоні укууби (Virola sebifera), колумбійські птериготи (Pterygota colombiana), американські мускусні дерева (Guarea guidonia), панамські каучукові дерева (Castilla elastica), фікуси Тондуза (Ficus tonduzii), авокадо (Persea americana), аракові пальми Ламарка (Dictyocaryum lamarckianum) та інші великі дерева, які можуть виростати до 35 м заввишки. В їх підліску поширені пальми, деревоподібні папороті та великолисті трав'янисті рослини. Передгірські дощові ліси Санта-Марти є плейстоценовим реліктом: раніше, коли клімат був більш вологим, такі ліси були широко поширені на півночі Колумбії, однак наразі збереглися лише у вологих передгір'ях.
На висоті понад 900 м над рівнем моря в лісах переважають нижчі дерева та пальми, зокрема довголисті зигії (Zygia longifolia), гостроплідні геономи (Geonoma pinnatifrons subsp. oxycarpa) та гірські капустяні пальми (Euterpe precatoria), а також колючі деревоподібні папороті (Cyathea pungens). Дерева вкриті численними судинними епіфітами, такими як високі фрізеї (Vriesea elata) та пониклі гусманії (Guzmania lingulata). В підліску поширені великолисті гримучникові калатеї (Calathea crotalifera) та довгопіхвові дифенбахії (Dieffenbachia longispatha), а також мохи та печіночники, зокрема білуватий восьмивійковий мох (Octoblepharum albidum) та пухирні левкоміуми (Leucomium strumosum).
На висоті понад 1000 м над рівнем моря в горах Сьєрра-Невада-де-Санта-Марта поширені субандійські хмарні ліси. У хмарних лісах, поширених на висоті від 1150 до 2500 м над рівнем моря, переважають широколистяні дерева з висотою 25—35 м, зокрема коста-риканські калатої (Calatola costaricensis), чудові гусманії (Gustavia speciosa), товоміти Веддлі (Tovomita weddeliana), прекрасні кавендішії (Cavendishia callista) та санта-мартійські граффенріди (Graffenrieda santamartensis), а також характерні емерджентні аракові пальми Ламарка (Dictyocaryum lamarckianum), які підіймаються над лісовим наметом і домінують у вологих районах та на схилах. В підліску цих лісів поширені деревоподібні папороті та пальми. Поширені численні судинні епіфіти та здерев'янілі ліани, а також мохи, зокрема шорсткі думортьєри (Dumortiera hirsuta) та блискучі філлогоніуми (Phyllogonium fulgens).
Хмарні ліси, поширені на висоті від 2500 до 3300 м над рівнем моря, дуже часто оповиті густими туманами, хоча опадів тут випадає менше, ніж на більш низьких висотах. Серед характерних видів, що переважають у цих андійських хмарних лісах, слід відзначити мірсиновий мірціант (Myrcianthes myrsinoides), санта-мартійський хаетолепіс (Chaetolepis santamartensis), іржастий гесперомелес (Hesperomeles ferruginea), хвилястолистий парагіноксіс (Paragynoxys undatifolia), пірчасту вейнманнію (Weinmannia pinnata), шкірясту мірсину (Myrsine coriacea), оливковий ногоплідник (Podocarpus oleifolius), священну воскову пальму (Ceroxylon ceriferum), рясноплодий однощетинник (Monochaetum uberrimum) та горбкуватий гірський бамбук (Chusquea tuberculosa), які виростають до 10-15 м заввишки. В лісах на висоті понад 2500 м над рівнем моря поширені різноманітні мохи, лишайники та печіночники, зокрема золотисті незірколисти (Anastrophyllum auritum), кривоніжки Бенедикта (Campylopus benedictii), вологомірні скрученіжки (Funaria hygrometrica) та великі гіпотрахіни (Hypotrachyna gigas).
Ізоляція вологих гірських лісів Сьєрра-Невади-де-Санта-Марти, оточених сухими тропічними лісами, поширеними на навколишніх рівнинах, призвела до появи низки ендемічних видів, хоча флористичне різноманіття та рівень ендемізму в екорегіоні є нижчими, ніж у інших неотропічних лісових екорегіонах. Флора регіону демонструє подібність до флори гірських лісів гірських лісів Панами, гірських лісів Серранії-де-Сан-Луїс у Венесуелі та гірських лісів Серранії-де-Макуїри в Колумбії, а також, меншою мірою, з гірськими лісами Коста-Рики та лісами західного узбережжя Колумбії. Гірські хмарні ліси демонструють подібність до лісів тропічних Анд та високогір'їв Карибського регіону.
Флора лісів, поширених на низьких висотах регіону, значно відрізняється від флори хмарних лісів, поширених на середніх висотах та у високогір'ях. Найбільше флористичне різноманіття спостерігається на висоті від 1000 до 2500 м над рівнем моря: у цій зоні зустрічається 35 видів рослин з родини Айстрові (Asteraceae), 20 видів рослин з родини Зозулинцеві (Orchidaceae), 20 видів рослин з родини Бобові (Fabaceae) та 20 видів рослин з родини Маренові (Rubiaceae), а також багато ендеміків. Серед судинної флори особливий інтерес представляє родина Меластомові (Melastomataceae), яка включає 13 ендемічних видів, а також родини Бромелієві (Bromeliaceae), Айстрові (Asteraceae) та Глухокропивові (Lamiaceae). Ендеміками екорегіону є такі види, як санта-мартійська граффенріда (Graffenrieda santamartensis), халібея Кіркбрайда (Chalybea kirkbridei) та магдаленський однощетинник (Monochaetum magdalenense), а також санта-мартійська кастанедія (Castanedia santamartensis) та два види кіркбрайдій (Kirkbridea spp.)

## Фауна
Серед великих ссавців, поширених у гірських лісах екорегіону, слід відзначити південноамериканського тапіра (Tapirus terrestris), американську мазаму (Mazama americana), амазонійську мазаму (Mazama nemorivaga), ошийникового пекарі (Dicotyles tajacu), рудого ревуна (Alouatta seniculus), бурогорлого лінивця (Bradypus variegatus), північного двопалого лінивця (Choloepus hoffmanni), а також пуму (Puma concolor) та ягуара (Panthera onca), найбільших хижаків Колумбії. Серед інших хижих ссавців, поширених в регіоні, слід відзначити оцелота (Leopardus pardalis), чагарникового пса (Speothos venaticus), майконга-крабоїда (Cerdocyon thous), тайру (Eira barbara), кінкажу (Potos flavus) та неотропічну видру (Lontra longicaudis). Також у лісах Санта-Марти зустрічаються численні дрібні ссавці, зокрема центральноамериканські агуті (Dasyprocta punctata), рудохвості вивірки (Sciurus granatensis), малі лісові рисові хом'яки (Microryzomys minutus), білогорлі підхмарники (Nephelomys albigularis), південні опосуми (Didelphis marsupialis), дев'ятипоясні броненосці (Dasypus novemcinctus) та північні тамандуа (Tamandua mexicana). Ендеміками екорегіону є рудочубі щетинці (Santamartamys rufodorsalis) та одноцвіті андійські миші (Thomasomys monochromos), а майже ендемічними його представниками — сірорукі нічні мавпи (Aotus griseimembra), санта-мартійські капуцини (Cebus malitiosus), жовті деревні рисові хом'яки (Oecomys flavicans) та венесуельські лазаючі миші (Rhipidomys venezuelae).
Серед поширених в екорегіоні птахів слід відзначити червононогого татаупу (Crypturellus erythropus), вогнистогруду пенелопу (Chamaepetes goudotii), світлоголову пенелопу (Penelope argyrotis), каліфорнійського голуба (Patagioenas fasciata), колумбійського голубка (Zentrygon linearis), сіроволого ерміта (Phaethornis augusti), гірського колібрі (Lafresnaya lafresnayi), іскристого колібрі (Colibri cyanotus), синьочеревого колібрі (Colibri coruscans), зеленогорлого колібрі-барвограя (Metallura tyrianthina), рудохвостого колібрі-шаблекрила (Campylopterus falcatus), венесуельського яструба (Accipiter collaris), чорного канюка (Parabuteo leucorrhous), орла Ісідори (Spizaetus isidori), темну сову (Asio stygius), маскового трогона (Trogon personatus), оливковокрилого дятла-смуганя (Colaptes rubiginosus), біловусу таматію (Malacoptila mystacalis), жовтогорлого тукана (Ramphastos sulfuratus), строкатого папугу (Touit batavicus), зеленоголового папугу-червоногуза (Pionus sordidus), колумбійського аратингу (Psittacara wagleri), чорного андеця (Ampelion rubrocristatus), золотоволого плодоїда (Pipreola aureopectus), гірського дереволаза (Lepidocolaptes lacrymiger), середнього дереволаза-міцнодзьоба (Xiphocolaptes promeropirhynchus), рудого грімпаря (Dendrocincla homochroa), сірогорлого листовика (Sclerurus albigularis), гірського тікотіко (Anabacerthia striaticollis), строкатого птаха-гончара (Thripadectes flammulatus), смугастоволого тирана (Myiodynastes chrysocephalus), чорноголового тирана-крихітку (Phyllomyias nigrocapillus), сірого тираника (Serpophaga cinerea), коричневого біро (Pyrrhomyias cinnamomeus), гірську еленію (Elaenia frantzii), жовточеревого пітайо (Silvicultrix diadema), андійського віреона (Vireo leucophrys), синьоброву паю (Cyanocorax affinis), рудоволого поплітника (Pheugopedius rutilus), сіроволого тріщука (Henicorhina leucophrys), тигрового різжака (Campylorhynchus zonatus), великого дрозда (Turdus fuscater), капуцинового дрозда (Turdus olivater), світлоокого дроздика (Turdus leucops), жовтоногого дроздика (Turdus flavipes), синьошийого органіста (Chlorophonia cyanea), вохристоволого блакитнаря (Dubusia taeniata), білобокого квіткокола (Diglossa albilatera), золотолобого плюшівника (Catamblyrhynchus diadema), синьоголову саяку (Sporathraupis cyanocephala), чорноголову танагру (Stilpnia heinei), андійську шиферку (Haplospiza rustica), гиролу (Tangara gyrola) та терзину (Tersina viridis).
Ендеміками екорегіону є райдужні колібрі (Anthocephala floriceps), білохвості колібрі-інки (Coeligena phalerata), колумбійські колібрі-іскринки (Chaetocercus astreans), чорні колібрі-короткодзьоби (Ramphomicron dorsale), санта-мартинські колібрі-шаблекрили (Campylopterus phainopeplus), санта-мартійські сплюшки (Megascops gilesi), колумбійські котори (Pyrrhura viridicata), сьєрра-невадські мурашниці (Grallaria spatiator), санта-мартійські мурашниці (Grallaria bangsi), санта-мартійські тапакуло (Scytalopus sanctaemartae), бурі тапакуло (Scytalopus latebricola), санта-мартанські тілугі (Drymophila hellmayri), колумбійські курутії (Cranioleuca hellmayri), колумбійські пію (Synallaxis fuscorufa), колумбійські філідори (Clibanornis rufipectus), колумбійські кіптявники (Myiotheretes pernix), колумбійські чернітки (Myioborus flavivertex), колумбійські коронники (Myiothlypis conspicillata), санта-мартійські коронники (Myiothlypis basilica), санта-мартійські заросляки (Atlapetes melanocephalus), санта-мартійські тихоголоси (Arremon basilicus), санта-мартанські тріщуки (Henicorhina anachoreta) та чорнощокі андагри (Anisognathus melanogenys), а майже ендемічними його представниками — чорнолобі токро (Odontophorus atrifrons), золотохвості колібрі-смарагди (Chlorostilbon russatus), венесуельські квезалі (Pharomachrus fulgidus), рудоволі понгіто (Grallaricula ferrugineipectus), гірські тирани-малюки (Zimmerius minimus), венесуельські тирани-малюки (Zimmerius improbus) та синьокрилі танагри (Stilpnia cyanoptera).
Герпетофауна Сьєрра-Невади-де-Санта-Марти включає низку ендемічних видів плазунів, зокрема колумбійського кігтистого гекона (Pseudogonatodes furvus), санта-мартійського аноліса (Anolis santamartae), аноліса-самітника (Anolis solitarius), сьєрра-мартійську рудоязику ящірку (Alopoglossus romaleos), райдужну ящірку Гейджа (Cnemidophorus gaigei) та санта-мартійського полоза (Atractus sanctaemartae). Серед ендемічних амфібій, поширених в регіоні, слід відзначити тайронську жабу (Tachiramantis tayrona), гірську жабу Крістіни (Serranobatrachus cristinae), гірську жабу Рутвена (Serranobatrachus ruthveni), санта-мартійську гірську жабу (Serranobatrachus sanctaemartae) та гірську жабу Уокера (Geobatrachus walkeri), а також рідкісних наземних гірських жаб (Serranobatrachus insignitus), нічних жаб-арлекінів (Atelopus arsyecue), коротконогих жаб Уокера (Atelopus walkeri),  (Atelopus carrikeri), сан-лоренційських коротконогих жаб (Atelopus laetissimus), сан-лоренційських жаб-арлекінів (Atelopus nahumae) та сумчастих квакш Буленджера (Cryptobatrachus boulengeri).
Загалом фауна екорегіону характеризується високим різноманіттям та рівнем ендемізму. Завдяки ізольованому положенню гори Сьєрра-Невади-де-Санта-Марти виступають як «біогеографічний острів», відділений від гірських лісів Анд. Тим не менш, фауна регіону демонструє подібність до фауни гір Серранія-дель-Періха, розташованих східніше, на кордоні Колумбії та Венесуели. Ці гори є частиною екорегіону гірських лісів Кордильєри-Орієнталь. 76 % видів птахів, поширених в горах Серранія-дель-Періха, зустрічаються і в горах Сьєрра-Невада-де-Санта-Марта. 80 % видів метеликів з підродин Ithomiini та Heliconiinae, поширених в горах Серранія-дель-Періха, зустрічаються в Сьєрра-Неваді, однак лише 40 % — на східних схилах гір Кордильєра-Орієнталь, розташованих південніше.

## Збереження
Значну частину лісів екорегіону, від 70 % до 80 %, було вирубано за останнє століття, особливо на низьких висотах. Ліси були перетворені на поселення, кавові плантації та пасовища. Вирубка лісів спричинила ерозію схилів та зсуви, а також призвела до скорочення популяцій місцевих тварин.
Оцінка 2017 року показала, що 2191 км², або 46 % екорегіону, є заповідними територіями. Природоохоронні території включають: Національний природний парк Сьєрра-Невада-де-Санта-Марта, Національний природний парк Тайрона та Біосферний заповідник Сьєрра-Невада-де-Санта-Марта.